# Bellec (photographe)
Pour les articles homonymes, voir Bellec.
 (novembre 2018).
Bellec (de son vrai nom Philippe Hervé) est un photographe français basé à Paris. Il expose et travaille entre la France et l'Espagne.

## Biographie
Né en 1956 dans le Midi de la France[Où ?], Philippe Hervé se tourne d'abord vers des études classiques de commerce à l'École des hautes études commerciales de Paris (HEC). 

## Expositions (sélection)
- Entre d'Eux, mai 2014, Galerie Mouvances, Place des Vosges, Paris, France
- Figuratif ? Abstrait ?, janvier 2012, Galerie Mouvances, Place des Vosges, Paris, France
- Flaques de lumière, janvier 2011, Galerie Alexandre Cadain,Paris, France[1]
- Fototriptycs, novembre 2010, Galerie Cristina Marín, Saragosse, Espagne[2],[3]
- Mains dans les mains, mai 2010, Les Rencontres d'Arles, Arles, France
- Fototriptycs, mai 2010, Hôtel Lutetia, Paris, France [4],[5]
- Bellec, juin 2009, Galerie Artelano, Paris, France [6]